# 汪家鼎
汪家鼎（1919年10月18日—2009年7月30日），男，四川重庆人，中国化学工程专家。清华大学教授，曾任该校化工系主任。长期从事化学工程和核化工方面的教学和研究。

## 生平
1919年生于四川重庆。1941年毕业于西南联合大学化学工程系。1945年获美国麻省理工学院硕士学位。1980年当选为中国科学院学部委员（院士）。